# Mimosa uliginosa
Mimosa uliginosa är en ärtväxtart som beskrevs av Robert Hippolyte Chodat och Emil Hassler. Mimosa uliginosa ingår i släktet mimosor, och familjen ärtväxter. Inga underarter finns listade i Catalogue of Life.